# Roodbuiktroepiaal
De roodbuiktroepiaal (Hypopyrrhus pyrohypogaster) is een zangvogel uit de familie Icteridae (Troepialen).

## Verspreiding en leefgebied
Deze soort is endemisch in de Colombiaanse Andes.